# Gina Mancuso
Gina Mancuso, coniugata Prososki (Bellevue, 31 maggio 1991), è una pallavolista statunitense, nel ruolo di schiacciatrice.

## Biografia
Nata a Bellevue, in Nebraska, proviene da una famiglia di sportivi: è figlia dell'ex giocatore di football americano Mike Mancuso, quarterback per i Dallas Cowboys ed i Green Bay Packers; è inoltre sorella minore di Dani Mancuso, ex pallavolista professionista e giocatrice della Nebraska dal 2003 al 2006.

## Carriera

### Club
La carriera di Gina Mancuso inizia a livello giovanile col Nebraska Juniors, mentre parallelamente gioca anche col la squadra del suo liceo, la Papillion-La Vista HS. Dal 2009 al 2012 gioca per la squadra della sua università, la Nebraska, con la quale prende parte alla NCAA Division I, inserita due volte nelle squadre All-America.
Inizia la carriera professionistica, ingaggiata dalle Leonas de Ponce, per la Liga de Voleibol Superior Femenino 2013, inserita nello All-Star Team del torneo. Nella stagione 2013-14 gioca col Rabitə Baku, club della Superliqa azera col quale vince lo scudetto. Nella stagione successiva viene ceduta in prestito al MKS di Dąbrowa Górnicza, nella Liga Siatkówki Kobiet polacca.
Nel campionato 2015-16 approda nella 1. Bundesliga tedesca, ingaggiata dal Dresdner, aggiudicandosi scudetto e Coppa di Germania; nel campionato seguente resta ancora legata per un breve periodo al club tedesco, che lascia nel dicembre 2016 per recarsi a Porto Rico, dove difende nuovamente i colori delle Leonas de Ponce nella Liga de Voleibol Superior Femenino 2017.
Nel gennaio 2018 torna in campo per la seconda parte dell'annata 2017-18 col BKS, nella Liga Siatkówki Kobiet. In seguito partecipa in Indonesia alla Proliga 2019 con il Jakarta Pertamina. Dopo un lungo periodo di inattività, torna in campo per la Liga de Voleibol Superior Femenino 2023, ingaggiata dalle Cangrejeras de Santurce; in seguito torna a giocare in patria, disputando qualche partita della Pro Volleyball Federation 2024 con le Omaha Supernovas, prima di lasciare la franchigia per maternità.
Torna in campo con le Cangrejeras de Santurce nella Liga de Voleibol Superior Femenino 2025, venendo però svincolata nel corso del torneo.

### Nazionale
Nel 2008 vince la medaglia d'oro al campionato nordamericano con la nazionale under 20. Nel 2013 partecipa con la nazionale under 23 al campionato mondiale, classificandosi al quarto posto.

## Palmarès

### Club
- Campionato azero: 1

2013-14
- Campionato tedesco: 1

2015-16
- Coppa di Germania: 1

2015-16

### Nazionale (competizioni minori)
- Campionato nordamericano under 20 2008

### Premi individuali
- 2011 - All-America First Team
- 2012 - All-America Second Team
- 2013 - Liga de Voleibol Superior Femenino: All-Star Team